# Final Fantasy Adventure
Final Fantasy Adventure, in Europa bekend als Mystic Quest en in Japan uitgebracht als Seiken Densetsu: Final Fantasy Gaiden (聖剣伝説 ～ファイナルファンタジー外伝～, Seiken Densetsu ~Fainaru Fantajī Gaiden~), is een spin-off uit de Final Fantasy-serie en het eerste deel uit de Mana-serie. Het spel werd in Japan op 28 juni 1991 uitgebracht voor de Game Boy, in november van dat jaar in de VS, en in Europa verscheen het spel in 1993.
Een remake, Sword of Mana, is uitgebracht voor de Game Boy Advance in 2003. Hierbij waren zeer veel aspecten gewijzigd, onder andere de verhaallijn en de gameplay. Het spel is eveneens met verbeterde graphics opnieuw uitgebracht voor mobiele telefoons in Japan. Een derde remake, Adventures of Mana, kwam uit in 2016 voor de iOS, Android en PlayStation Vita.

## Plot
Het spel volgt een jonge held (die de speler zelf een naam moet geven) die de Mana-boom moet redden van de kwaadaardige heerser Dark Lord en zijn assistent Julius. 
De held ontsnapt uit het kasteel van Dark Lord, die hem dwingt als gladiator te vechten. Tijdens zijn ontsnapping hoort hij toevallig een conversatie tussen Dark Lord en Julius, maar wordt betrapt. Dark Lord smijt hem in de waterval, maar de held overleeft de val.
Al snel ontmoet de held een mysterieuze jonge vrouw, en hij besluit haar te beschermen. De vrouw blijkt echter de sleutel te hebben tot de zogenaamde Mana-boom. Dark Lord en Julius zitten dan ook achter haar aan. Hierdoor moet de held de strijd aanbinden met hen. Een strijd die uiteindelijk het lot van de wereld zal bepalen.

## Gameplay
De gameplay doet enigszins aan Legend of Zelda denken. Het speelveld toont een bovenaanzicht van de held en zijn omgeving. Wanneer de held naar de rand van het scherm loopt, schuift het beeld door naar het volgende deel van de spelwereld. In deze omgeving, de wereldkaart, bevinden zich vijanden die de held zullen aanvallen. De held kan zich verdedigen met de verschillende wapens die hij zal vinden.
Op de wereldkaart bevinden zich verschillende steden en kerkers. In de steden kan de held met de mensen praten en allerlei zaken kopen (wapens, harnassen, etc.). In kerkers moet de held vijanden bevechten en puzzels oplossen. In de kerkers neemt iedere kamer een scherm in beslag, en schuift het beeld op wanneer de held het scherm uitloopt. Soms wordt de held bijgestaan in zijn queeste door verschillende bijpersonen, zoals een onbekend meisje, de ridder Bogart, de robot Marchie, en een chocobo.
Het RPG-element zit hem met name in de statistische gegevens. Er zijn vier 'stats': Attack, Defense, Wisdom en Will (Aanval, Verdediging, Wijsheid en Wilskracht). Attack bepaalt de kracht van de aanval, en Defense de verdediging. Zoals in alle Final Fantasy spellen worden deze waarden tevens beïnvloed door het wapen en harnas dat men draagt. Wisdom bepaalt de kracht van de magie, en Will bepaalt hoelang het duurt voor een speciale aanval kan worden uitgevoerd. Verder kent het spel HP (hitpoints) en MP (magic points), alsmede een aantal spreuken. Door vijanden te verslaan wordt 'ervaring' opgedaan. Wanneer deze ervaring een bepaalde drempelwaarde bereikt wordt een nieuw level gehaald, en wordt de speler weer een beetje sterker.

## Ontvangst
Het spel werd positief beoordeeld, met als enige punt van kritiek de eenvoudige teksten vanwege de beperkte mogelijkheden van de Game Boy en deels door de vertaling uit het Japans. Het spel werd door het Japanse tijdschrift Famitsu beoordeeld met een score van 33/40, het Amerikaanse IGN gaf het spel een 9 en RPGFan een score van 92%.
Het spel is het begin van de Mana-serie, wat uiteindelijk een succesvolle computerspelserie werd.